# TYMS
TYMS (англ. Thymidylate synthetase) – білок, який кодується однойменним геном, розташованим у людей на короткому плечі 18-ї хромосоми. Довжина поліпептидного ланцюга білка становить 313 амінокислот, а молекулярна маса — 35 716.
| 10         |  | 20         |  | 30         |  | 40         |  | 50         |
| ---------- |  | ---------- |  | ---------- |  | ---------- |  | ---------- |
| MPVAGSELPR |  | RPLPPAAQER |  | DAEPRPPHGE |  | LQYLGQIQHI |  | LRCGVRKDDR |
| TGTGTLSVFG |  | MQARYSLRDE |  | FPLLTTKRVF |  | WKGVLEELLW |  | FIKGSTNAKE |
| LSSKGVKIWD |  | ANGSRDFLDS |  | LGFSTREEGD |  | LGPVYGFQWR |  | HFGAEYRDME |
| SDYSGQGVDQ |  | LQRVIDTIKT |  | NPDDRRIIMC |  | AWNPRDLPLM |  | ALPPCHALCQ |
| FYVVNSELSC |  | QLYQRSGDMG |  | LGVPFNIASY |  | ALLTYMIAHI |  | TGLKPGDFIH |
| TLGDAHIYLN |  | HIEPLKIQLQ |  | REPRPFPKLR |  | ILRKVEKIDD |  | FKAEDFQIEG |
| YNPHPTIKME |  | MAV        |  |            |  |            |  |            |

A: Аланін

C: Цистеїн

D: Аспарагінова кислота

E: Глутамінова кислота

F: Фенілаланін

G: Гліцин

H: Гістидин

I: Ізолейцин

K: Лізин

L: Лейцин

M: Метіонін

N: Аспарагін

P: Пролін

Q: Глутамін

R: Аргінін

S: Серин

T: Треонін

V: Валін

W: Триптофан

Кодований геном білок за функціями належить до трансфераз, метилтрансфераз, фосфопротеїнів. 
Задіяний у такому біологічному процесі, як альтернативний сплайсинг. 
Локалізований у цитоплазмі, ядрі, мембрані, мітохондрії, внутрішній мембрані мітохондрії.